# 二見村 (熊本県)
二見村（ふたみむら）は、熊本県葦北郡にあった村。現在の八代市二見各町にあたる。

## 地理
- 山岳 : 路木岳、鳩山
- 河川 : 二見川

## 歴史
- 1889年（明治22年）4月1日 - 町村制の施行により、二見村、下大野村、洲口村、赤松村、野田崎村が合併して成立。
- 1957年（昭和32年）1月1日 - 二見村が八代市に編入。同日、二見村廃止。

## 教育

### 小学校
- 二見村立二見小学校（現在の八代市立二見小学校）
- 二見村立二見小学校田子崎分校（1982年に廃校）
- 二見村立二見小学校小藪分校（同上）

### 中学校
- 二見村立二見中学校（現在の八代市立二見中学校）

## 交通

### 鉄道
- 日本国有鉄道
  - 鹿児島本線（現・肥薩おれんじ鉄道）
    - 肥後二見駅

### 道路
- 国道3号
- 熊本県道253号破木二見線
- 熊本県道254号二見田浦線